# Bruno Leuschner (Politiker)

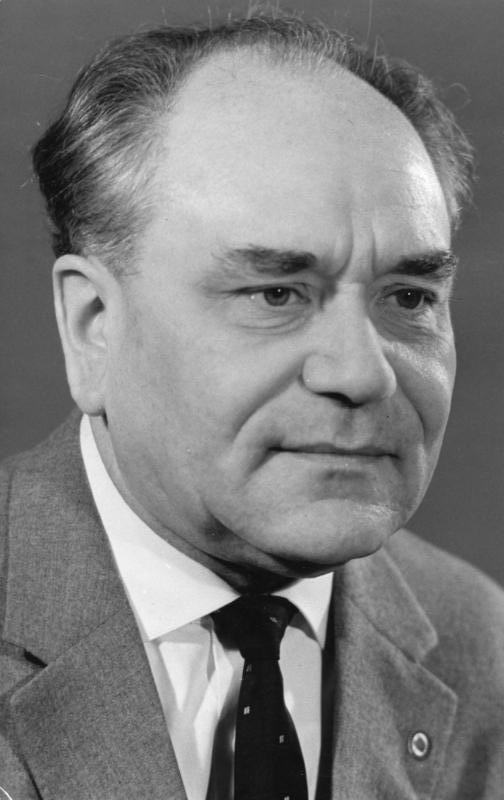
Bruno Leuschner, 1963

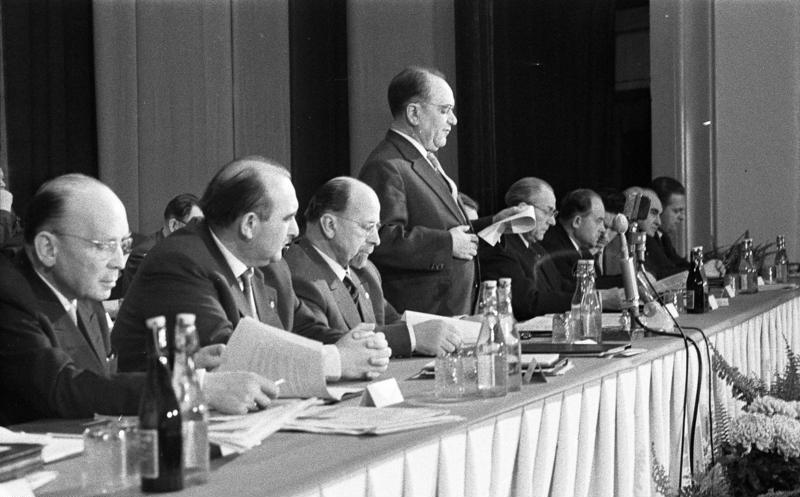
Leuna-Werke, Chemiekonferenz am 3. November 1958

Bruno Max Leuschner (* 12. August 1910 in Rixdorf; † 10. Februar 1965 in Ost-Berlin) war Mitglied des Politbüros des Zentralkomitees der SED und Vorsitzender der Staatlichen Plankommission der DDR.

## Leben
Bruno Leuschner war der Sohn eines Schuhmachers und absolvierte nach dem Besuch der Mittelschule von 1925 bis 1928 eine Ausbildung zum Industriekaufmann bei der Konfektionsfabrik Lachmann & Meyer in Berlin, wo er danach als Expedient, Calculator, Verkäufer und zuletzt als Mitarbeiter der Exportabteilung arbeitete. Er besuchte 1928 bis 1931 Abendkurse an der Lessing- und der Humboldt-Hochschule Berlin und die Marxistische Arbeiterschule, wo er u. a. Unterricht bei Hermann Duncker und Ernst Schneller hatte. 1931 trat er der KPD bei und arbeitete ab 1933 in verschiedenen Funktionen, so unter anderen als Mitarbeiter der illegalen Zeitung „Der Rote Wedding“ und im M-Apparat der KPD unter dem Decknamen »Max«, für die Partei. Im Jahr 1936 wurde Leuschner verhaftet und 1937 vom Kammergericht Berlin zu einer Strafe von sechs Jahren Zuchthaus wegen „Vorbereitung zum Hochverrat“ verurteilt, die er in den Zuchthäusern Brandenburg-Görden und Sonnenburg verbüßte. Danach war er 1942 bis 1944 im KZ Sachsenhausen und bis 1945 im KZ Mauthausen in Haft.

## Politik
Leuschner war 1945 am Aufbau der Wirtschaftsabteilung der KPD beteiligt, deren Vorsitzender er wurde. Als Leiter der Abteilung Wirtschaft und Finanzen der SED war er ab 1947 maßgeblich am Aufbau der Deutschen Wirtschaftskommission beteiligt, wo er zunächst Leiter der Abteilung für Wirtschaftsfragen und ab 1948 zuständig für Planung war. In dieser Funktion war er entscheidend an der Ausarbeitung des Halbjahresplanes 1948 und des Zweijahresplanes 1949/1950 beteiligt.

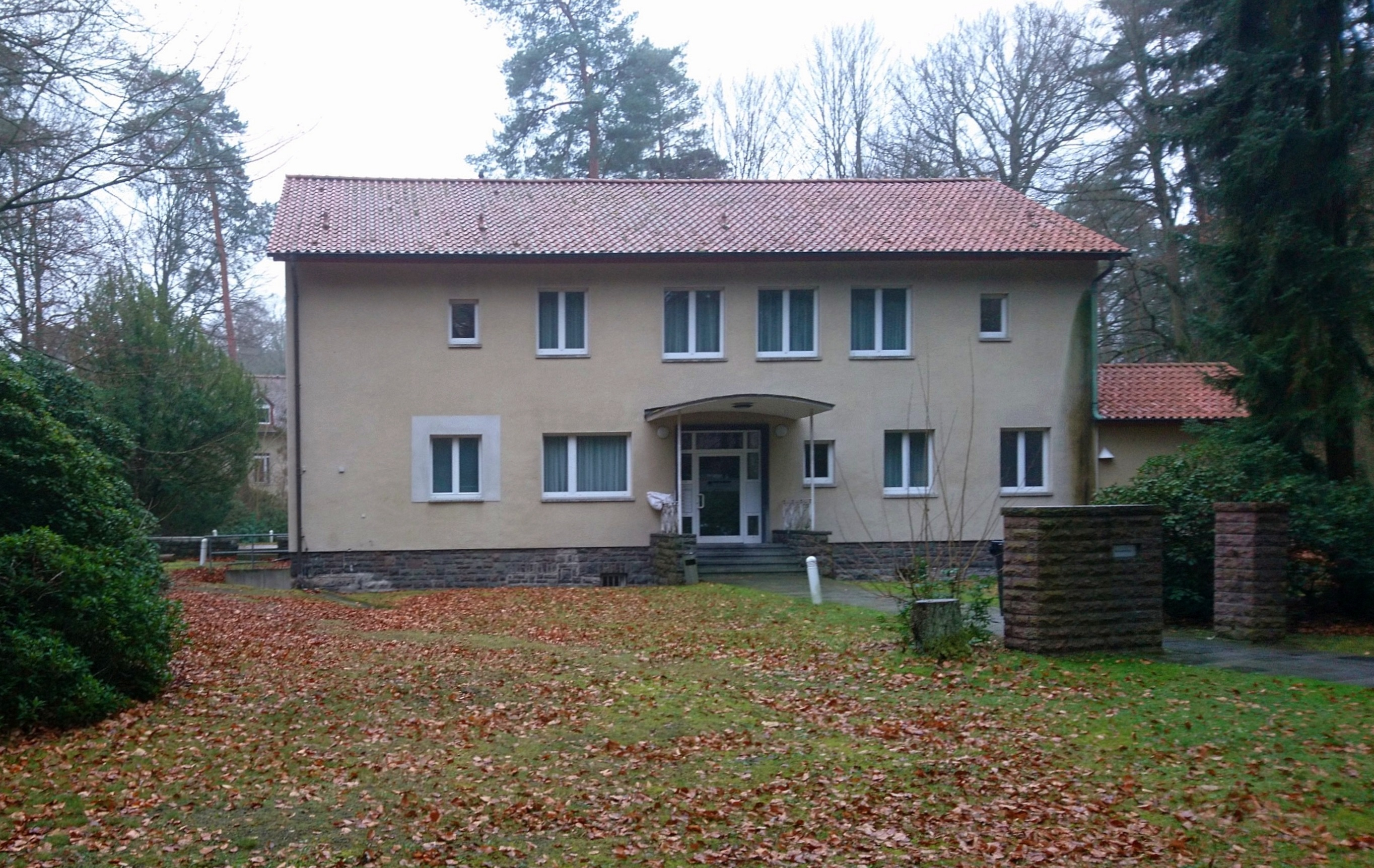
Waldsiedlung Wandlitz, das einst von Leuschner sowie Egon Krenz und Werner Lamberz bewohnte „Haus 4“

Von 1950 bis 1952 war er erster Stellvertreter des Vorsitzenden und von 1952 bis 1961 als Nachfolger von Heinrich Rau Vorsitzender der Staatlichen Plankommission. Außerdem war er von 1950 bis 1965 Mitglied des Zentralkomitees der SED, von 1953 bis 1965 Abgeordneter der Volkskammer, ab 1953 Kandidat und ab 1958 Mitglied des Politbüros des ZK der SED, 1955 bis 1965 stellvertretender Vorsitzender des Ministerrates, 1960 bis 1963 Mitglied des Staatsrates und 1960 bis 1965 Mitglied des Nationalen Verteidigungsrates. Im Jahr 1961 wurde er vom ZK der SED seiner Funktion als Vorsitzender der Staatlichen Plankommission enthoben, wurde Minister für die Koordination volkswirtschaftlicher Grundaufgaben beim Präsidium des Ministerrates und ab Juni 1962 Ständiger Vertreter der DDR im Exekutivkomitee des RGW.
Leuschner war mit Renate Bischoff (1924–2018) verheiratet und Vater von zwei Söhnen.

## Ehrungen

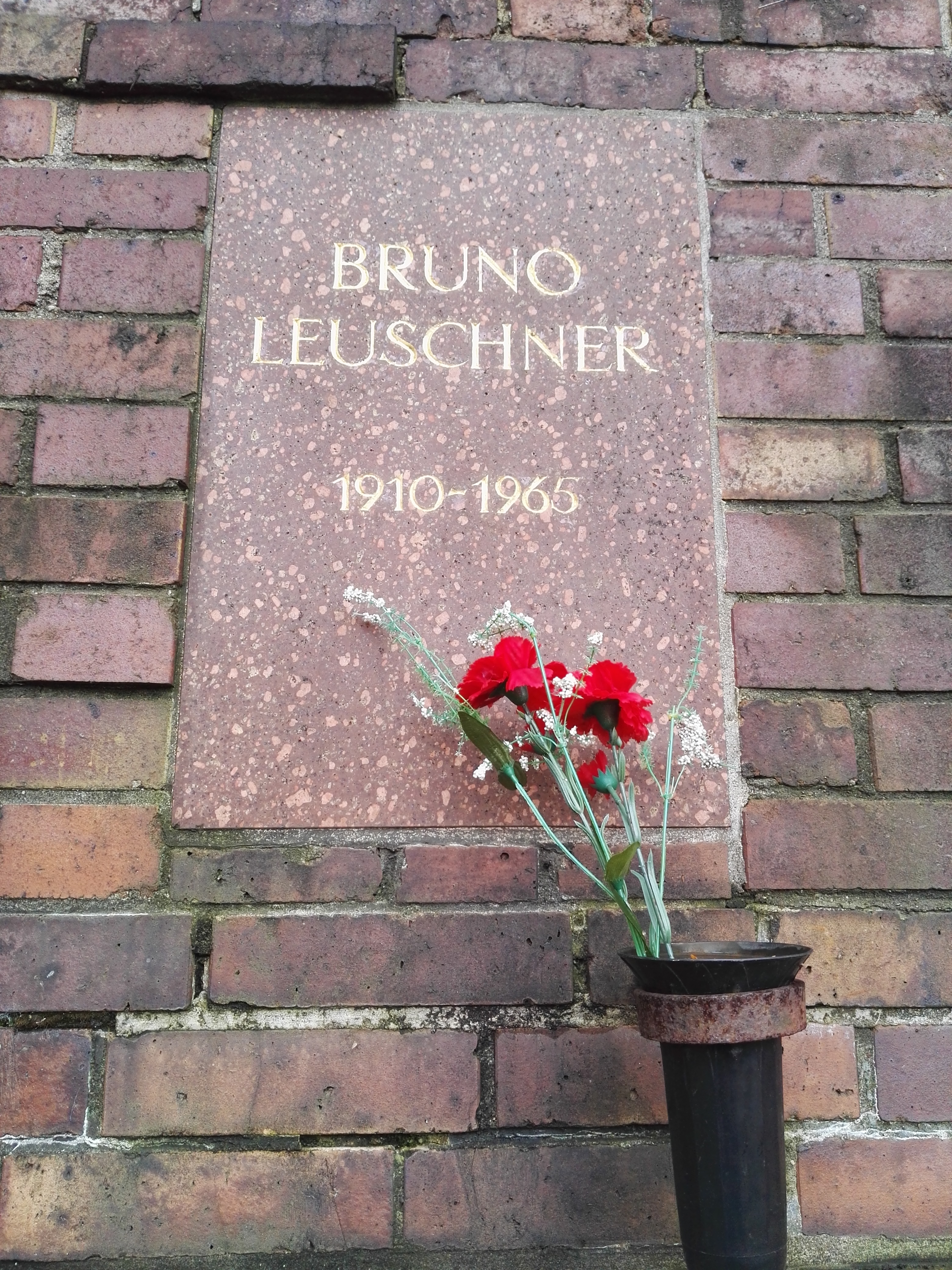
Grabstätte

### Zu Lebzeiten
Leuschner erhielt am 6. Mai 1955 den Vaterländischen Verdienstorden in Gold, 1958 die Medaille für Kämpfer gegen den Faschismus und wurde 1960 als Held der Arbeit ausgezeichnet. 

### Posthum
Leuschners Urne wurde in der Gedenkstätte der Sozialisten auf dem Zentralfriedhof Friedrichsfelde in Berlin-Lichtenberg beigesetzt. 
Das Kernkraftwerk in Lubmin bei Greifswald wurde zu seinen Ehren VEB Kernkraftwerk „Bruno Leuschner“ Greifswald benannt. Der Betrieb war Stammbetrieb des ebenfalls nach ihm benannten VE Kombinat Kernkraftwerke „Bruno Leuschner“ Greifswald. Die Raoul-Wallenberg-Straße in Berlin-Marzahn trug bis 1992 den Namen Bruno-Leuschner-Straße. Ferner wurde die 1990 abgewickelte Hochschule für Ökonomie in Berlin-Karlshorst nach ihm benannt. 
Die Deutsche Post der DDR gab 1990 zu seinen Ehren eine Sondermarke in der Serie Persönlichkeiten der deutschen Arbeiterbewegung heraus.